# Chiesa di Sant'Alessandro (Volterra)

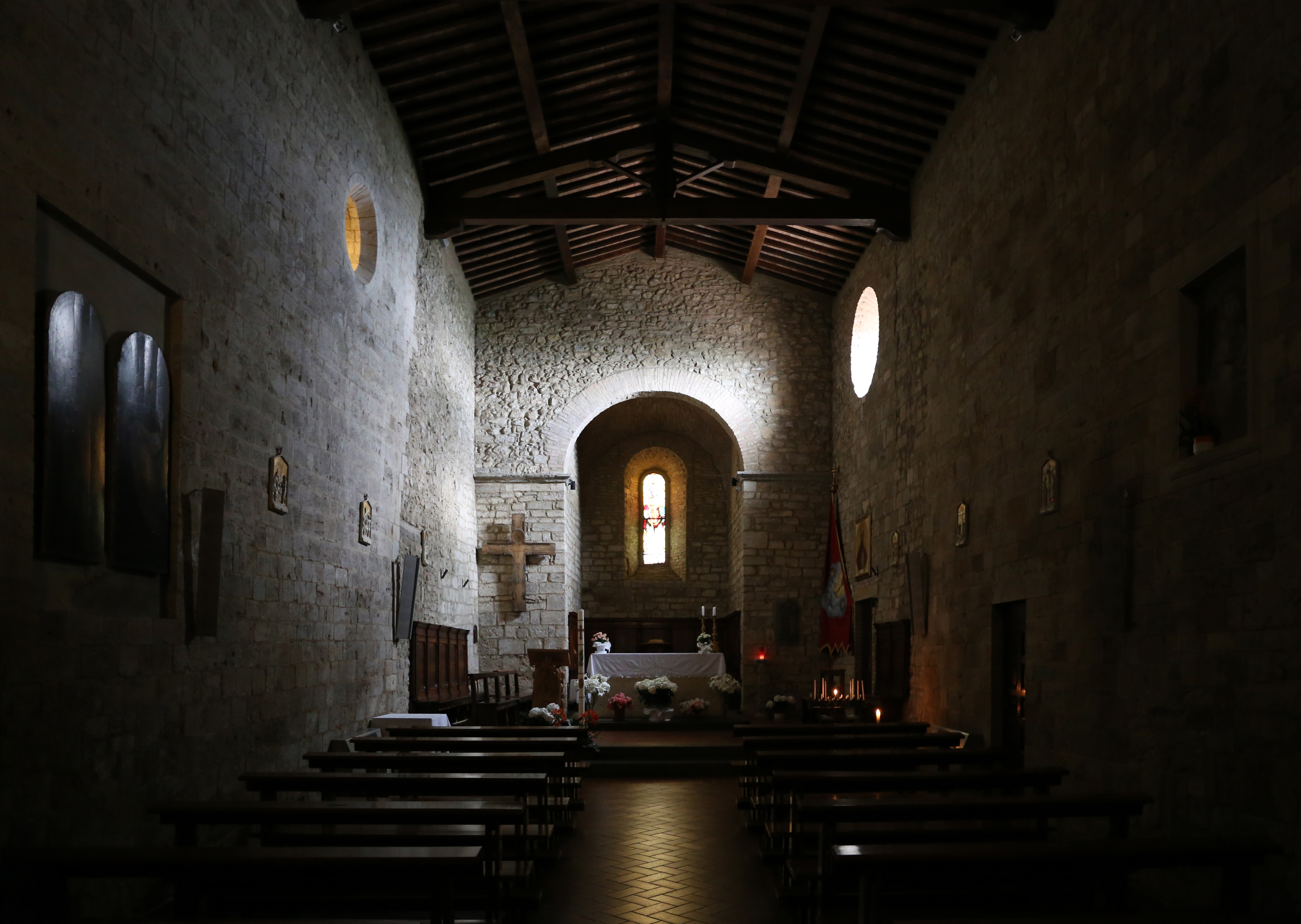
Interno

La chiesa di Sant'Alessandro si trova a Volterra, in provincia di Pisa, diocesi di Volterra.

## Storia
Di fondazione antichissima, tanto da essere ritenuta costruita sulle fondamenta di un tempio pagano, fu consacrata nel 1120 da papa Callisto II.

## Descrizione
Costruita in conci di arenaria, la chiesa si presenta oggi come un edificio a capanna, coperto da un soffitto a capriate e terminante con un coro quadrangolare; una loggia, costruita nel XVI secolo, nasconde parte della facciata che è ingentilita da tre ampie arcate che si impostano su semipilastri con semicolonna addossata; nella centrale si apre il portale, in quelle laterali rombi gradonati, mentre sul fianco sinistro dell'edificio una lunetta del secolo XIII con scena di caccia sovrasta un piccolo portale murato.
Nell'interno si conserva una Croce dipinta, su tavola, opera di artista toscano, databile al XII secolo.
Vi sono poi due tavole raffiguranti le sante Attinia e Greciniana, parti superstiti del grandioso altare realizzato da Cosimo Daddi nel XVI secolo intorno alla Vergine del Cavallaro.
Nella parete destra del presbiterio è inserito un tabernacolo del XV secolo proveniente dalla pieve dei Santi Pietro e Paolo a Coiano, sita in Valdelsa, nel comune di Castelfiorentino, ma appartenente alla diocesi di Volterra.